# Carola (Schiff, 1881)
Die Carola war eine Glattdeckskorvette und Typschiff der Carola-Klasse, die zu Beginn der 1880er Jahre für die Kaiserliche Marine gebaut wurde. Wie ihre Schwesterschiffe Olga, Marie und Sophie war sie nach der Gemahlin des Herrschers eines deutschen Bundesstaats benannt. Namensgeberin war Carola von Wasa-Holstein-Gottorp, der damaligen (und letzten) Königin Sachsens.
Die Schiffe der Carola-Klasse wurden in den späten 1870er Jahren zur Erweiterung der deutschen Auslandskreuzerflotte in Auftrag gegeben, die zu dieser Zeit stark veraltet war. Ihre Hauptaufgaben waren der Stationsdienst zur Absicherung deutscher Interessen in ausländischen Gewässern ohne deutsche Stützpunkte sowie im deutschen Kolonialreich. Entsprechend sollten die Schiffe als Flottenaufklärer und auf ausgedehnten Einsatzfahrten in überseeischen Interessensgebieten des deutschen Kaiserreichs Dienst tun. Als Hauptbewaffnung verfügte das Schiff über eine Batterie von zehn 15-cm-Ringkanonen und dazu über ein vollständiges Segelrigg, um die ebenfalls vorhandene Dampfmaschine auf langen Einsatzfahrten in Übersee zu ergänzen.
Zur Erfüllung ihrer Aufgabe absolvierte die Carola zwei mehrjährige Auslandsfahrten, die sie nach Asien, in den Pazifik und in afrikanische Gewässer führte. Die Carola war auch das erste deutsche Kriegsschiff, das vor dem späteren Deutsch-Südwestafrika eingesetzt wurde. Weiterhin war sie zur Bekämpfung des Sklavenhandels und des „Aufstands der ostafrikanischen Küstenbevölkerung“ eingesetzt.
Ab 1893 wurde sie dann als Artillerieschulschiff genutzt und 1905 außer Dienst gestellt und verschrottet.

## Geschichte

### Bau und erster Auslandseinsatz
Die Carola wurde im Ende 1879 als Neubau unter dem Vertragsnamen „E“ auf der Vulcan-Werft in Stettin auf Kiel gelegt und am 27. November 1880 vom Stapel gelassen. Das fertiggestellte Schiff begann 1. September 1881 mit Seeversuchen, die zwei Wochen andauerten. Im direkten Anschluss wurde das Schiff im zentralen Pazifik zum Schutz der deutschen Interessen in der Region benötigt und entsprechend in Dienst gestellt. Der spätere Admiral Guido Karcher diente zu dieser Zeit als ihr erster Kommandant. Die Carola verließ Kiel am 18. Oktober in Richtung Australien und fuhr von dort nach Apia auf Samoa, wo sie am 15. April 1882 das Kanonenboot Möwe als Stationär ablöste. Nach ihrer Ankunft nahm Carola den deutschen Konsul in Samoa mit auf eine Inselrundfahrt, um sich mit den samoanischen Häuptlingen „Malietoa“ Laupepa und „Tupua Tamasese“ Titimaea zu treffen. Anschließend besuchte sie Tonga, Neuseeland und die Gesellschaftsinseln und kehrte nach Apia zurück.
Zusammen mit dem Kanonenboot Hyäne führte die Carola ab dem 22. November eine Inspektionsreise zum Bismarck-Archipel durch, unterwegs besuchte die Korvette allein auch Tuvalu und die Carteret-Inseln und traf dann die Hyäne im Hafen von Matupi. Es folgte eine Strafaktion auf der Eremiteninsel Luf, wo Einheimische zwei Deutsche und neun einheimische Angestellte einer deutschen Firma ermordet hatten. Die Schiffe beschossen das Inseldorf mit Granaten und schickten Landetruppen an Land, um die Täter aufzuspüren, die aber auf eine andere Insel flohen. Nach einer umfassenden Suche, bei der lokale Pflanzungen und Hütten zerstört und damit die Lebensgrundlage ihrer Bewohner vernichtet wurden, nahmen die Deutschen zwei Männer fest, die an den Morden beteiligt waren. Beide wurden hingerichtet. Die Schiffe kehrten nach Matupi zurück und am 16. Januar 1883 ging die Carola mit Zwischenstopp auf den Duke-of-York-Inseln nach Sydney. Danach segelte sie nach Buka, um nach einer verschwundenen französischen Expedition zu suchen, konnte die Entdecker aber nicht finden. Sie blieb vom 20. bis 24. Januar in Buka und nutzte für den Aufenthalt dort einen zuvor nicht bekannten Naturhafen, der zu Ehren der Namensgeberin des Schiffes „Königin Karolahafen“ (engl. Queen Carola Harbour) genannt wurde.
Danach kehrte die Carola nach Sydney zurück, wo sie vom 11. Februar bis 19. März überholt wurde. Am 8. Mai kehrte sie nach Apia zurück, wo sie den Befehl erhielt, nach Deutschland zurückzukehren. Eine Woche später traf die Hyäne ein, um sie abzulösen, und das Schiff begab sich mit dem deutschen Konsul zu einer weiteren Inspektionsreise durch Polynesien und Melanesien, die Anfang August in Matupi endete. Der Konsul ging von Bord und die Carola begann am 4. August 1883 ihre Heimreise. Während ihres Aufenthalts in Kapstadt erhielt das Schiff den Befehl, nach Südwestafrika zu reisen, wo der Kaufmann Adolf Lüderitz kurz zuvor einen Gebietsstreifen um die Bucht Angra Pequena (später Lüderitzbucht) erworben hatte. Das Schiff erreichte die Bucht am 18. August und war damit das erste deutsche Kriegsschiff, das in der späteren deutschen Kolonie Deutsch-Südwestafrika ankam, noch vor Adolf Lüderitz selbst. Von dort reiste das Schiff weiter und kam am 1. November in Kiel an, wo es von General Leo von Caprivi, dem neuen Chef der Kaiserlichen Admiralität inspiziert wurde. Das Schiff wurde dann außer Dienst gestellt.

### Zweiter Auslandseinsatz
Bei den Umbauarbeiten während ihrer Außerbetriebnahme wurde die Carola zusätzlich auch mit einem Torpedorohr ausgestattet und am 4. Mai 1886 für einen weiteren Einsatz im Pazifik wieder in Dienst gestellt. Sie reiste am 17. Mai ab, durchquerte den Sueskanal und erreichte am 26. Juli Singapur. Von dort segelte sie nach Hongkong, wo sie sich am 14. August mit den Schiffen des ehemaligen Ostafrikanischen Kreuzergeschwaders, der Gedeckten Korvette Bismarck, dem Flaggschiff von Konteradmiral Eduard Knorr, und Carolas Schwesterschiff Olga zusammentraf.
Bismarck und Carola gingen anschließend nach Port Arthur und danach, nachdem mehrere Fälle von Typhus unter den Besatzungsmitgliedern der Schiffe ausgebrochen waren, nach Nagasaki, wo die kranken Besatzungsmitglieder behandelt wurden.
Während des Aufenthalts in Nagasaki erhielt Knorr den Befehl, mit dem Geschwader nach Ostafrika zurückzukehren, um erneute Grenzstreitigkeiten auch mit dem Sultan von Sansibar Barghasch ibn Said auf Grundlage des Londoner Vertrages vom 29. Oktober 1886 zu klären. Unterwegs musste die Carola in Singapur anhalten, um ihre Maschinen reparieren zu lassen. Sie traf Bismarck und Olga erst Ende Dezember in Sansibar wieder. Hiernach wurden Carola und Olga beauftragt, die Küste von Wituland zu patrouillieren. Am 1. März 1887 erhielt das Geschwader den Befehl, wegen des Bürgerkriegs auf Samoa in den Zentralpazifik zurückzukehren. Zuvor wurden die Schiffe aber vorübergehend nach Kapstadt umgeleitet, wo sie wegen eines möglichen Konfliktes mit Frankreich um Besitzungen in Westafrika bereitgehalten wurden. Während sie auf das Ende der Krise warteten, wurde Knorr am 15. April durch Kapitän zur See Karl Eduard Heusner abgelöst und die Carola besuchte erneut Angra Pequena. Das Geschwader setzte die Fahrt in den Pazifik am 7. Mai fort.

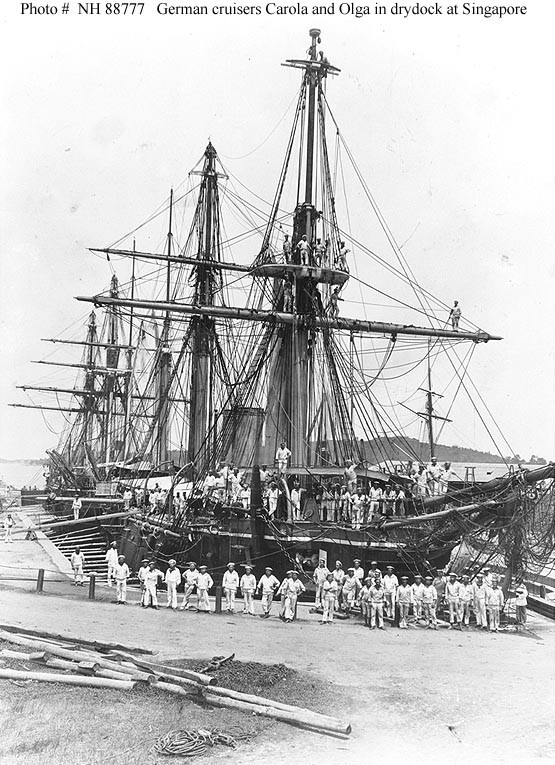
Die Carola und ihr Schwesterschiff Olga im Dock von Singapur im Frühjahr 1888

Nachdem der Konflikt zunächst beigelegt worden war, erhielt Heusner im Frühjahr 1888 den Befehl, sein Geschwader nach Ostafrika zurückzubringen. Für die Carola verzögerte sich die Fahrt wegen Maschinenschäden erneut und das Schiff musste wiederum Singapur für Reparaturen anlaufen. Ab dem 26. Juni war das Schiff wieder in See und lief zunächst nach Walvis Bay, da es Gerüchte über einen lokalen Aufstand gab. Die Lage blieb allerdings ruhig und so konnte am 6. November die Carola zum Rest des Geschwaders vor Sansibar zurückkehren, wo das Schiff am Einsatz gegen den Sklavenhandel und den „Aufstand der ostafrikanischen Küstenbevölkerung“ beteiligt war.
Hierbei war die Carola war insbesondere bei der Beschießung von Rebellen in Windi und einer darauf folgenden Landungsaktion, bei der Eroberung einer arabischen Dau mit 78 Sklaven an Bord, die hierdurch befreit wurden, und bei weiteren Operationen rund um Bagamoyo, wobei die Besatzung des Schiffes mehrere Feldgeschütze der Rebellen erbeutete, eingesetzt. Auch nahmen Teile der Besatzung der Carola am 27. März 1889 an der Besetzung von Kunduchi teil.
Am 14. Mai reiste die Carola nach Mahé auf den Seychellen, da ein erheblicher Teil ihrer Besatzung an Ruhr erkrankt war und Zeit zur Genesung brauchte. Ab dem 11. Juni war die Carola wieder vor Ort und geleitete drei Dampfschiffe mit Nachschub für die von Hermann von Wissmann als Reichskommissar für Ostafrika aufgestellte „Wissmanntruppe“ nach Sansibar. Anschließend nahm das Schiff noch an der Eroberung von Pangani am 8. Juli und von Tanga zwei Tage später teil.
Die Carola ging dann nach Aden, wo ein Teil ihrer Crew abgelöst wurde. Der Kapitän des Schiffes, Korvettenkapitän Valette, war dazu in Abwesenheit von Karl August Deinhard der ranghöchste Offizier und vom 13. August bis 10. November Kommandeur des Geschwaders. Am 10. November 1889 reiste die Carola zur Überholung nach Bombay ab und kehrte erst am 17. Februar 1890 nach Sansibar zurück, wo Valette erneut als Vertreter von Deinhard die Marineoperationen leitete.
In der Folge nahm die Carola weiter an der Aufstandsbekämpfung teil, beschoss 28. März Kilwa Kisiwani und schickte zwischen dem 1. und 4. Mai Truppen an Land, um die Stadt zu erobern. Am 10. Mai unterstützte sie auch die Eroberung von Lindi und kehrte vom 11. August bis 17. September für eine weitere Erholungszeit für die Besatzung nach Mahé zurück. Am 9. Oktober war sie während der Errichtung eines Denkmals für die bei Tanga getöteten Soldaten vor Ort. Am 13. Januar 1891 wurde die Carola schließlich aus dem Verband entlassen und wurde nach Deutschland zurückgerufen. Sie verließ Sansibar am 20. Januar 1891 und wurde bei ihrer Ankunft in Deutschland von Kaiser Wilhelm II. an Bord des Avisos Greif begrüßt.

### Spätere Karriere
Da sie als Kriegsschiff inzwischen veraltet war, beschloss die kaiserliche Admiralität, die Carola in ein Artillerieschulschiff umzubauen, da das bisherige Schulschiff Mars für die Ausbildung nicht mehr ausreichte. Der Umbau erfolgte auf der Kaiserlichen Werft in Danzig. Die Takelage wurde entfernt und das Schiff wurde mit schweren Militärmasten mit Plattformen für den Feuerkampf ausgerüstet. Die 15-cm-Kanonen wurden mit Schutzschilden verstärkt und neue 10,5-cm-, 8,8-cm- und 5-cm-Kanonen wurden eingebaut, das Torpedorohr wurde entfernt. 1893 kehrte die Carola in ihrer neuen Funktion in den Dienst zurück und war zunächst in der Ostsee tätig. Sie operierte entweder allein, mit ihrem Tender, dem alten Kanonenboot Hay, oder mit der Mars und nahm regelmäßig auch an Manövern mit dem Rest der Flotte teil.
Im September 1894 erfolgte eine erneute Reparatur der Maschinen im Trockendock der Kieler Werft. 1897 diente sie zusammen mit der Mars als Zielschiffe für die Flotte in der Nordsee. 1898 und 1899 wurde das Schiff weiterhin zur Schießausbildung genutzt. Im September 1899 wurde ihr Ruder beschädigt, was erneute Reparaturen in Kiel erforderlich machte. 1902 wurde die Carola an der Kaiserlichen Werft Wilhelmshaven wiederum überholt. Im folgenden Jahr wurde die Marineartillerie-Schule in Sonderburg gegründet und die Carola wurde dorthin verlegt, wo sie in den Gewässern vor Alsen operierte. Am 10. Januar 1905 wurde sie außer Dienst gestellt und aus dem Seeregister gestrichen. Sie wurde im nächsten Jahr verkauft und in Hamburg verschrottet.
Ihre Funktion als Artillerie-Schulschiff übernahm 1906 der Kleine Kreuzer Undine.

## Bekannte Besatzungsmitglieder
- Hans Boetticher, alias Joachim Ringelnatz leistete einen Teil seiner Dienstzeit 1904 als Einjährig-Freiwilliger auf der Carola.[4]

## Kommandanten
| September 1881 – November 1883  | KK/KzS Guido Karcher           |
| Mai 1886 – Juni 1888            | KK Ernst Aschmann              |
| Juni 1888 – März 1889           | KK Max von Raven               |
| März 1889 – April 1891          | KK/KzS Jean Valette            |
| März – Mai 1893                 | KK Alfred Brinkmann            |
| Mai – Juli 1893                 | KzS Jean Valette               |
| Juli – Oktober 1893             | KK Hermann da Fonseca-Wollheim |
| Oktober 1893 – April 1894       | KK Walter Hellhoff             |
| April – September 1894          | KK Adolf Goetz                 |
| April 1894 – März 1896          | KK Max von Halfern             |
| März 1896 – Januar 1897         | KK Gustav Palmgrên             |
| Januar – März 1897              | KL Otto von Burski             |
| März 1897 – Mai 1898            | KK/FK Heinrich Walther         |
| Mai 1898 – März 1899            | KK Friedrich Gerstung          |
| März 1899 – September 1901      | KK/FK Rudolf Engel             |
| September 1901 – April 1902     | KK Otto von Burski             |
| Mai – September 1902            | KL Friedrich-Wilhelm Pindter   |
| September 1902 – September 1904 | KK/FK Hugo Koch                |
| Oktober 1904 – Januar 1905      | KK Georg Scheidt               |